# Zastava Avstro-Ogrske
Avstro-Ogrska ni imela skupne državne zastave in je tudi ni mogla, saj je šlo pri Avstro-Ogrski v osnovi za zvezo dveh suverenih enot. Kljub temu je bila kot "de facto" zastava včasih uporabljena zlato-črna zastava Habsburške dinastije, hkrati pa je bila leta 1869 vpeljana skupna trgovska zastava za civilna plovila. Do leta 1918 je c. in kr. vojna mornarica še naprej uporabljala avstrijsko zastavo, ki je bila v uporabi od leta 1786, regimenti c. in kr. vojske pa so nosili praporje z dvoglavim orlom, ki je bil v uporabi že pred letom 1867. Zaradi dolgotrajne vojne novi predlogi, za zastave, ki so nastali leta 1915, niso bili vpeljani. Na državnih prireditvah se je uporabljala avstrijska črno-zlata in ogrska rdeče-belo-zelena zastava.
Avstrijo je predstavljala "črno-žolta" zastava, medtem ko ogrska polovica države ni imela zakonsko določene zastave. Po hrvaško-ogrskem sporazumu je bilo treba v vseh skupnih hrvaških in ogrskih zadevah uporabljati simbole tako Hrvaške kot Ogrske. Na primer, kadarkoli je skupni ogrsko-hrvaški parlament zasedal v Budimpešti, sta bili na stavbi parlamenta v Budimpešti izobešeni tako hrvaška kot ogrska zastava. Pred Schönbrunnsko palačo na Dunaju je visela habsburška črno-zlata zastava kot simbol Cislajtanije (avstrijske polovice) ter hrvaška in ogrska zastava hkrati kot simbola Translajtanije (ogrske polovice). Ogrska zastava je bila rdeče-belo-zelena tribarvnica z ogrskim grbom, ki je včasih predstavljala tudi vse dežele ogrske krone. "Dvojna" civilna zastava, kot simbol "korporacijske identitete", se je uporabljala tudi kot konzularna zastava, kot je bilo odločeno 18. februarja 1869. Začela se je uporabljati 1. avgusta 1869. Poslanstva so uporabljala črno-zlato zastavo Avstrije poleg rdeče-belo-zelene zastave Madžarske, medtem ko so veleposlaništva uporabljala obe državni zastavi ob cesarski standarti.

## Zastave držav
- Zastava Habsburške monarhije (mdr. Avstrijskega cesarstva in Avstro-Ogrske), ki je hkrati predstavljala Cislajtanijo

- Zastava Kraljevine Ogrske, ki je hkrati predstavljala celotno Translajtanijo
- Zastava Kraljevine Ogrske (različica brez ščitonoscev)
- Zastava Kraljevine Ogrske (za nevladno izobešanje)

- Zastava Kraljevine Hrvaške-Slavonije
- Neuradna,[a] vendar običajna zastava Kraljevine Hrvaške-Slavonije
- Zastava Kraljevine Hrvaške-Slavonije (za nevladno izobešanje)

## Cesarske in vojaške standarte
- Cesarjeva standarta (do 1915)[5]
- Cesaričina standarta (do 1915)[5]
- Cesarska standarta cesarja in cesarice
(1915–1918)[5]
- Standarta nadvojvode in nadvojvodinje (1915-1918)
- Vojaška standarta (primer mnogih različic)[6]

## Pomorske zastave

### Pomorske trgovske zastave
- Zastava trgovske mornarice 1786–1869[7]
- Zastava trgovske mornarice 1869–1918[8]
- Neuradna ogrska zastava trgovske mornarice, uporabljena na kopenskih vodah[7]

### Zastavi mornarice
- Zastava trgovske mornarice (1786–1915)
(de facto do 1918)[7]
- Zastava vojne mornarice 1915–1918
(nikoli uporabljena)[9]

## Deželne zastave
Posamezna ozemlja Avstro.Ogrske so imela tudi svoje zastave.
| Cislajtanija   | Cislajtanija                                                                                                | Cislajtanija | Cislajtanija | Cislajtanija | Cislajtanija |
| Položaj        | Ime dežele                                                                                                  | Zastava |              |              |              |
| -------------- | --- | --- | ------------ | ------------ | ------------ |
|                | Nadvojvodina Avstrija (Spodnja Avstrija)                                                                    | |              |              |              |
|                | Nadvojvodina Avstrija (Spodnja Avstrija)                                                                    | |              |              |              |
|                | Kraljevina Češka                                                                                            | |              |              |              |
|                | Kraljevina Dalmacija                                                                                        | |              |              |              |
|                | Kraljevina Galicija in Lodomerija                                                                           | (1849–1890) (1890–1918)                                                                                            |              |              |              |
|                | Grofija Tirolska                                                                                            | |              |              |              |
|                | Vojvodina Bukovina                                                                                          | |              |              |              |
|                | Vojvodina Gornja in spodnja Šlezija                                                                         | |              |              |              |
|                | Vojvodina Koroška                                                                                           | |              |              |              |
|                | Vojvodina Kranjska                                                                                          | |              |              |              |
|                | Vojvodina Solnograška                                                                                       | |              |              |              |
|                | Vojvodina Štajerska                                                                                         | |              |              |              |
|                | Mejna grofija Moravska                                                                                      | |              |              |              |
|                | Avstrijsko primorje: Svobodno cesarsko mesto Trst Poknežena grofija Goriška in Gradiška Mejna grofija Istra | (Avstrijsko primorje) (Svobodno cesarsko mesto Trst) (Poknežena grofija Goriška in Gradiška) (Mejna grofija Istra) |              |              |              |
|                | Predarlska                                                                                                  | |              |              |              |
| Translajtanija | | |              |              |              |
| Položaj        | Ime dežele                                                                                                  | Zastava |              |              |              |
|                | Kraljevina Ogrska                                                                                           | |              |              |              |
|                | Kneževina Sedmograška                                                                                       | |              |              |              |
|                | Vojvodina Srbija in Temišvarski banat                                                                       | |              |              |              |
|                | Kraljevina Hrvaška-Slavonija                                                                                | |              |              |              |
|                | Kraljevina Hrvaška                                                                                          | |              |              |              |
|                | Kraljevina Slavonija                                                                                        | |              |              |              |
|                | Mesto Reka z okolico                                                                                        | |              |              |              |
| Kondominij     | | |              |              |              |
| Položaj        | Ime dežele                                                                                                  | Zastava |              |              |              |
|                | Kondominij Bosne in Hercegovine                                                                             | |              |              |              |

## Primeri uporabe
- Obisk cesarja Franca Jožefa I. v Zagrebu leta 1895. Vidne so hrvaške  zastave.
- Trgovska pomorska zastava z avstrijskimi zastavicami na francoski ilustraciji za promocijo ogrskega paviljona med Svetovno razstavo v Parizu leta 1900.
- Numizmatska razglednica s trgovsko pomorsko zastavo (avtor Hugo Semmler) iz leta 1900.
- Cesar Franc Jožef I. v Meranu leta 1900. Vidna je habsburška zastava.
- Odprtje Bohinjskega predora leta 1906. Vidne so habsburške zastave.
- Vojaška baza avstro-ogrske vojske leta 1910. Vidna je habsburška zastava.
- Plakat pomorske družbeÖsterreichischer Lloyd iz leta 1910 prikazuje trgovsko pomorsko zastavo z zastavo družbe.
- SS Carniola, avstro-ogrski potniški parnik s trgovsko pomorsko zastavo, 1912
- Vojaški sprevod na Dunaju leta 1913. Vidne so dvobarvne zastave.
- Cesarska standarta na avtomobilu nadvojvode Franca Ferdinanda leta 1914.
- Vojaki 16. pehotnega polka s habsburško zastavo leta 1914.
- Avstro-ogrski propagandni plakat za promocijo nabave vojnih obveznic.
- Propagandni razglednici iz prve svetovne vojne z upodobitvijo zastav centralnih sil. Avstro-Ogrsko predstavlja Habsburška zastava.
- Propagandna razglednica v spomin na osvoboditev trdnjave v Przemyślu leta 1915. Avstro-Ogrsko zastopata habsburška in ogrska zastava.
- Propagandna razglednica z voditelji centralnih sil. Avstro-Ogrsko predstavlja kombinacija ogrske in habsburške zastave.
- Kopija vojaške mornariške zastave, ki jo je italijanska vojska izmaknila iz podmornice U12 na reki Piavi 5. avgusta 1915, razstavljena v Muzeju mornariške zgodovine v Benetkah.
- Cesar Karel I. med obiskom Peregina leta 1917. Vidne so habsburške in ogrske zastave.
- Praterstrasse, Dunaj leta 1917
- Cesar Karel I. med obiskom čet v Ozhydivu leta 1917. Vidne so habsburške in ogrske zastave.
- Cesar Karel I. ob ogrski zastavi leta 1917
- Cesar Karel I. med obiskom spodnjetirolske vasi leta 1917. Vidna je habsburška zastava.
- SMS Gäa, avstro-ogrska torpedonosilka z vojaško mornariško zastava med prvo svetovno vojno